# Peter Purves
Peter Purves, né le 10 février 1939 à Preston, est un acteur et présentateur de télévision anglais.

## Carrière
Né à New Longton près de Preston dans le Lancashire, Peter Purves passe son adolescence au Arnold School de Blackpool, il tente à la suite de devenir professeur mais se tourne vite vers le théâtre et commence à jouer tout un répertoire de pièces venues du Barrow-in-Furness. Il essaie aussi de rentrer à l'université polytechnique de Manchester. Arrivant à la télévision, il joue entre 1965 et 1966 le rôle récurrent du compagnon Steven Taylor dans la série Doctor Who. Après ce rôle marquant, il joue quelques rôles dans des séries britanniques comme Z-Cars.
En 1967, il devient présentateur de Blue Peter, l'une des émissions pour enfants les plus populaires de la télévision britannique qui a commencé en 1958 et continue encore de nos jours. Pendant 11 ans, il anime l'émission aux côtés de présentateurs tels que John Noakes, Valerie Singleton (avec laquelle il a une aventure) et Lesley Judd, durant ce que les fans de l'émission considèreront comme "l'Âge d'Or" de Blue Peter. En 1979, Purves part animer Kick Start, une émission sur la moto.
Plus récemment, Peter Purves continue à faire quelques apparitions dans des séries comme EastEnders, I'm Alan Partridge ou dans la série The Office (U.K.), où il présente une vraie-fausse vidéo de coaching d'entreprise. Grand amoureux des chiens, il tient en 2007 le rôle de juge dans une émission de télé-réalité basée sur les compétitions de chiens, The Underdog Show, ce qui le pousse à se retrouver à l’hôpital en 2008 après avoir été mordu par un terrier écossais.
Vivant dans le Suffolk, Peter Purves sort en 2009 son autobiographie Here's One I Wrote Earlier.

## Doctor Who
En 1965, Peter Purves est auditionné pour jouer un petit rôle de touriste américain du nom de Morton Dill dans l'épisode The Chase. Sa prestation plaît, il s'entend assez bien avec la production et il se retrouve engagé pour jouer dans Doctor Who le rôle de Steven Taylor, pilote de vaisseau spatial chargé de remplacer le personnage de Ian Chesterton joué par William Russell parmi les compagnons du Docteur. Il reste un an dans la série, de mai 1965 (The Chase) à juin 1966 (The Savages), le nouveau producteur d'alors, Innes Lloyd, estimant que son personnage était devenu lassant. Après son départ de la série, Purves resta un an et demi sans trouver de travail, une malchance qu'il attribue au "jeu de Trilogic" un artéfact qu'il avait ramené avec lui de la série.
À l'époque où il est présentateur de l'émission Blue Peter, Purves en profite pour ressortir des extraits de certains épisodes de Doctor Who où il jouait, ce qui sauve involontairement certains épisodes de la suppression complète. Il en profite aussi pour inviter les acteurs de la série et les interviewer, ce qui engendre une tradition de partenariat entre Blue Peter et Doctor Who, qui existera encore lors de la nouvelle série. De plus, Purves est un bon ami de Jon Pertwee, l'acteur jouant le troisième Docteur.
La série étant devenue culte en Angleterre au fil du temps, Purves continue son partenariat avec Doctor Who pour tourner des pièces radiophoniques adaptées de la série, ainsi que pour réaliser des commentaires audio et des interviews dans les bonus DVD ou des apparitions dans les conventions. Dans les années 2000, sa voix est utilisée pour des adaptations audios des épisodes sur CD, et il raconte des épisodes perdus dans lequel le personnage de Steven Taylor est impliqué.